# Brahim Jabbour
Brahim Jabbour (né le 2 octobre 1970) est un athlète marocain, spécialiste des courses de fond.

## Biographie
Brahim Jabbour termine sixième de l'épreuve du 5 000 m lors des Championnats du monde de 1993, à Stuttgart, dans le temps de 13 min 18 s 87. Il remporte par ailleurs la médaille de bronze des Jeux de la Francophonie 1994.
Il se classe troisième du 3 000 m lors des Championnats du monde en salle 1995, à Barcelone, derrière l'Italien Gennaro Di Napoli et l'Espagnol Anacleto Jiménez. 
En 1998, Brahim Jabbour permet à l'équipe du Maroc de se classer deuxième du classement par équipes du cross court des Championnats du monde de cross-country se déroulant à Marrakech. 

### Palmarès
| Date | Compétition                            | Lieu      | Résultat | Épreuve                 |
| ---- | -------------------------------------- | --------- | -------- | ----------------------- |
| 1993 | Championnats du monde                  | Stuttgart | 6e       | 5 000 m                 |
| 1995 | Championnats du monde en salle         | Barcelone | 3e       | 3 000 m                 |
| 1998 | Championnats du monde de cross-country | Marrakech | 2e       | Cross court par équipes |

### Records
| Épreuve       | Performance     | Lieu  | Date             |
| ------------- | --------------- | ----- | ---------------- |
| 3 000 m       | 7 min 35 s 92   | Paris | 21 juillet 1999  |
| 5 000 m       | 13 min 01 s 41  | Paris | 3 juillet 1999   |
| Semi-marathon | 1 h 01 min 51 s | Lille | 6 septembre 1997 |